# Pindar

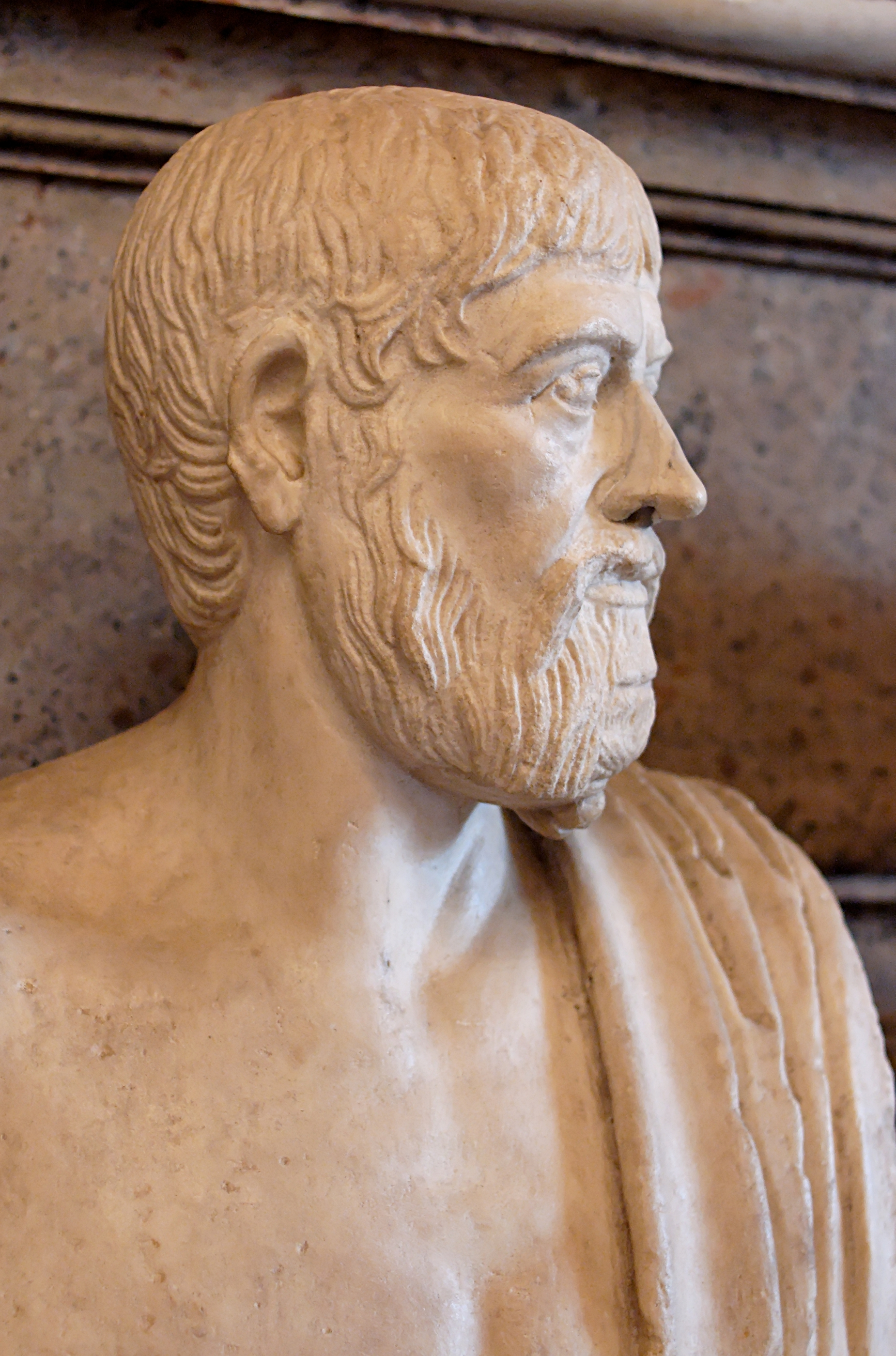
Copie romană după statuia lui Pindar, originalul datând din secolul al V-lea î.Hr.

Pindar (sau Pindarus) (în greacă Πίνδαρος) a fost un poet antic, născut (probabil) în anul 522 î.Hr. în Cynoscephalae, o localitate din Boeotia. A fost fiul lui Daiphantus și Cleodice. A fost educat la Atena și și-a petrecut cea mai mare parte a vieții în Teba. Se spune că ar fi murit în anul 443 î.Hr. la Argos, la vârsta de 79 de ani. Pindar a fost căsătorit cu Megacleia, având două fiice, Eumetis și Protomache și un fiu, Daiphantus.

## Date generale
Dintre poeții lirici ai Greciei antice, Pindar este cel a cărui operă este cel mai bine păstrată. Încă din antichitate unii critici l-au considerat un poet important. Poezia lui ilustrează credințele și valorile Greciei antice, la începutul perioadei clasice.
Originea familială nobilă și eroică a lui Pindar se reflectă în poemele sale. Dintre operele sale s-au păstrat complet numai odele scrise pentru comemorarea sportivilor învingători în întreceri, precum, de pildă, Jocurile Olimpice. 
În operele sale a preamărit personalități și evenimente notabile. Casa lui din Theba nu a fost distrusă de Alexandru cel Mare, ca recunoaștere a valorii poemelor dedicate de Pindar antecesorului său, regele Alexandru I al Macedoniei, care a domnit în Macedonia între 498 î.Hr. și 454 î.Hr.